# 党馨
馨（1534年—1592年），字季芳，號蘭窻，晚號忠菴，山東青州府益都縣人，軍籍，明朝政治人物。

## 生平
隆慶元年（1567年）丁卯科山東鄉試第十名舉人。隆慶二年（1568年）第三甲第一百五十一名進士。授山西襄垣縣知縣，歷升徽州府同知、延安府知府，萬曆十一年（1583年）正月升陕西副使，十四年正月升本省右参政，晉按察使，十七年二月升湖广右布政使，五月留任陕西，以新銜兼按察司副使整飭固原兵備，进左布政，十二月升官至右佥都御史、寧夏巡撫。寧夏副將哱拜叛亂，党馨被殺。

## 家族
曾祖父党慶；祖父党逵；父党玹。嫡母蘇氏；生母李氏。具庆下。